# سيدي تومسون
سيدي تومسون هو فيلم دراما تم إنتاجه في الولايات المتحدة وصدر في سنة 1928. الفيلم من إخراج راؤل والش وكتابة غلوريا سوانسون وراؤل والش. من بطولة غلوريا سوانسون ولايونيل باريمور.

## الميزانية والإيرادات
بلغت تكلفة إنتاج الفيلم حوالي 650000 دولار بينما حقق أرباحا تقدر بـ مليون دولار.

## وصلات خارجية
- سيدي تومسون على موقع IMDb (الإنجليزية)
- سيدي تومسون على موقع الموسوعة البريطانية (الإنجليزية)
- سيدي تومسون على موقع روتن توميتوز (الإنجليزية)
- سيدي تومسون على موقع نتفليكس (الإنجليزية)
- سيدي تومسون على موقع أول موفي (الإنجليزية)
- سيدي تومسون على موقع فيلمافينيتي (الإسبانية)
- سيدي تومسون على موقع قاعدة بيانات الفيلم (الإنجليزية)
- سيدي تومسون على موقع ليتربوكسد (الإنجليزية)
- سيدي تومسون على موقع كينوبويسك (الروسية)